# Sviťaz
Sviťaz (ukrajinsky Сві́тязь) je jezero na Ukrajině. Je největší ze skupiny Šackých jezer a nachází se v Polesí ve Volyňské oblasti. Je součástí Šackého národního přírodního parku. Rozloha se pohybuje mezi 26 až 27,5 km². Dosahuje maximální hloubky 58,4 m a průměrné hloubky 6,3 m. Objem vody činí 0,18 km³

## Vlastnosti vody
Průzračnost vody je až 8 m.

## Vodní režim
Přítok vody zajišťují převážně podzemní prameny. Povodí jezera má rozlohu 112 km².